# アローン・トゥゲザー (1932年の曲)
「アローン・トゥゲザー」は、アーサー・シュワルツが作曲し、ハワード・ディーツが歌詞を書いた曲。1932年にジャンサージェントによってブロードウェイミュージカルフライングカラーで紹介された。 
この曲はすぐにヒットし、レオ・レイズマンと彼のオーケストラの1932年のレコーディング（フランク・ルーサーによるボーカル）が最初にチャートに到達。 ジャズスタンダードとなった。この曲を録音した最初のジャズミュージシャンは、1939年のアーティ・ショウ。

## その他の主なアーティストによる収録
- マイルス・デイヴィス[4]
- トニー・ベネット[5]
- ジョー・スタッフォード
- チェット・ベイカー
- ポール・デスモンド
- ビル・エヴァンス
- ソニー・ロリンズ
- ジュリー・ロンドン
- ディジー・ガレスピー
- メル・トーメ
- ケニー・ドーハム
- バリー・マニロウ